# Lasioglossum dinazade
Lasioglossum dinazade là một loài Hymenoptera trong họ Halictidae. Loài này được Ebmer mô tả khoa học năm 2000.